# Koshigaya
Koshigaya (越谷市 Koshigaya-shi) là thành phố đô thị loại đặc biệt thuộc tỉnh Saitama của Nhật Bản và là một đô thị trung tâm văn phòng của vùng thủ đô Tokyo.